# Minimalizm (muzyka)

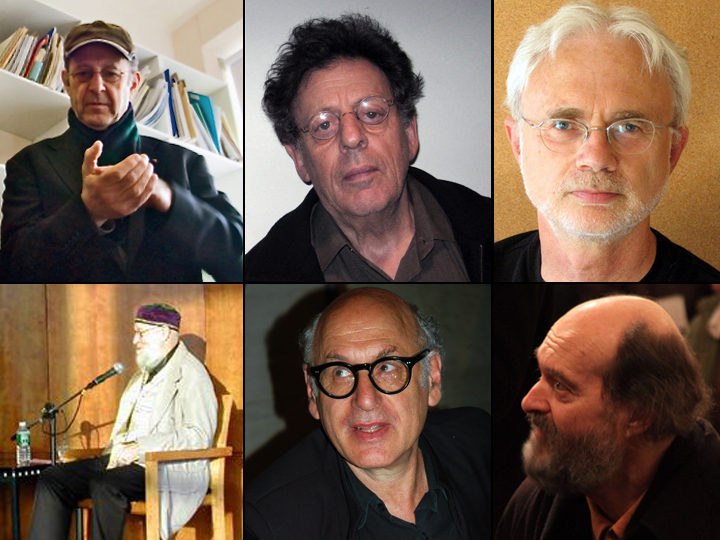
Minimaliści (od lewego górnego zdjęcia): Steve Reich, Philip Glass, John Adams, Terry Riley, Michael Nyman i Arvo Pärt

Minimalizm (także muzyka repetycyjna) – nurt w muzyce współczesnej, zainicjowany w latach 60. XX wieku.
Wywodzi się z tych samych źródeł, co odpowiadający mu nurt minimalizmu w innych dziedzinach sztuki, głównie w plastyce. Pierwszy raz terminu „minimalizm w muzyce” użył w 1968 roku krytyk muzyczny i pianista (tworzący później jako kompozytor minimalistyczny) Michael Nyman w recenzji The Great Digest Corneliusa Cardewa dla magazynu „The Spectator”.

## Założenia
W swym założeniu ideowym minimalizm odrzuca intelektualnie skomplikowaną i dla przeciętnego odbiorcy nieprzejrzystą muzykę współczesną, głównie wywodzącą się z serializmu. Minimaliści odrzucają także ideę powrotu do korzeni muzyki, reprezentowaną przez neoklasycyzm i prymitywizm. Zamiast tego tworzą nową estetykę opartą na innych założeniach. Podstawą minimalizmu jest prostota materiału melodycznego i przejrzystość harmonii oraz redukcja materiału muzycznego; istotne jest także eksponowanie struktur rytmicznych. Choć uważa się, iż nadrzędną cechą minimalizmu jest powtarzalność (repetytywność), w istocie termin ten należy bardziej odnosić do pojęć estetycznych niż warsztatowych. Minimalizm często czerpie z muzyki kultur pozaeuropejskich, głównie azjatyckich i afrykańskich, które w swych pierwotnych cechach są zasadniczo minimalistyczne.

## Historia
Mimo iż historycy sztuki dopatrują się cech minimalistycznych u niektórych kompozytorów późnego romantyzmu, np. Erika Satie, to za początek minimalizmu uznaje się połowę lat sześćdziesiątych XX wieku, a za głównych jego twórców – Terry’ego Rileya, La Monte Younga, Steve’a Reicha i Philipa Glassa. W kontekście estetyki minimalistycznej, można także wspomnieć o dokonaniach Johna Cage’a. Uprawianie muzyki minimalistycznej ma wiele cech wspólnych z jazzem i rockiem. Choć muzyka ta była komponowana wcześniej, wykonywana jest często przez małe zespoły autorskie, w których skład nierzadko wchodzą sami kompozytorzy. Używają one zwykle instrumentów spoza kanonu instrumentarium stosowanego w muzyce poważnej, takich jak instrumenty elektryczne. Takimi zespołami są np. Philip Glass Ensemble czy Steve Reich and Musicians, które wsławiły się prawykonaniami wielu utworów minimalistycznych. Kilku kompozytorów-minimalistów w pewnym okresie tworzyło muzykę minimalistyczną na orkiestrę symfoniczną. Są nimi m.in. wspomniani wcześniej Steve Reich i Philip Glass (ten ostatni szczególnie na polu muzyki filmowej) czy postminimalista John Adams, tworzący współcześnie dzieła operowe w estetyce postminimalistycznej.

## Znaczenie
Minimalizm wywarł także znaczący wpływ na muzykę jazzową i rockową. Wpływy te były zresztą obustronne. Minimalizm szeroko czerpał z jazzu modalnego (John Coltrane, Miles Davis), a jego wpływy można zauważyć w rocku elektronicznym i new age. Do najbardziej znanych twórców tego nurtu należą Tangerine Dream, Klaus Schulze i Ash Ra Tempel.
W Polsce za minimalistę uznawany jest przede wszystkim Tomasz Sikorski, jednakże jego filozofia komponowania odbiega znacznie od myślenia minimalistów amerykańskich.